# إقلاع (طيران)

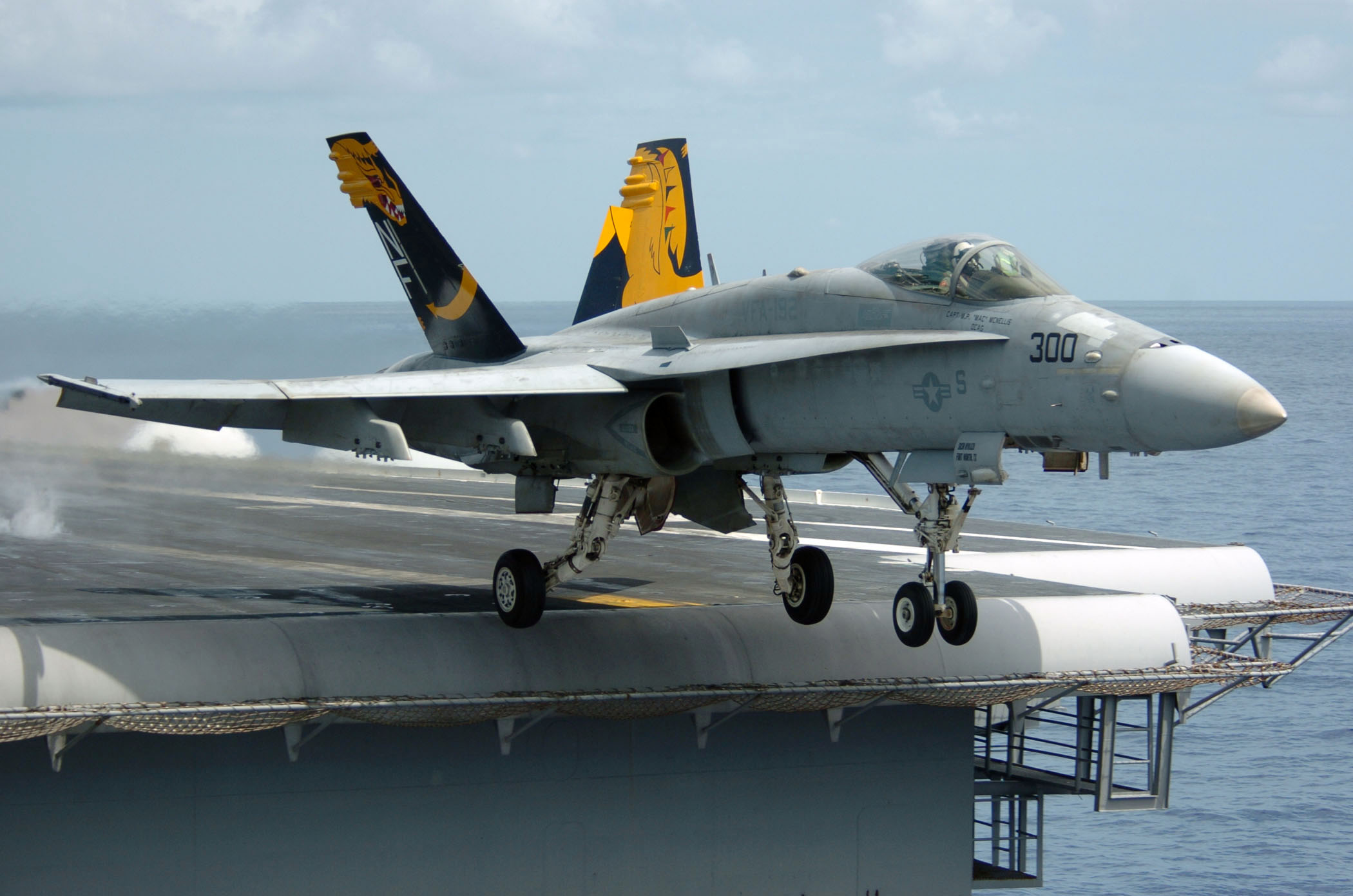
مقاتلة إف/إيه-18 هورنت تقلع من على متن حاملة طائرات أمريكية.

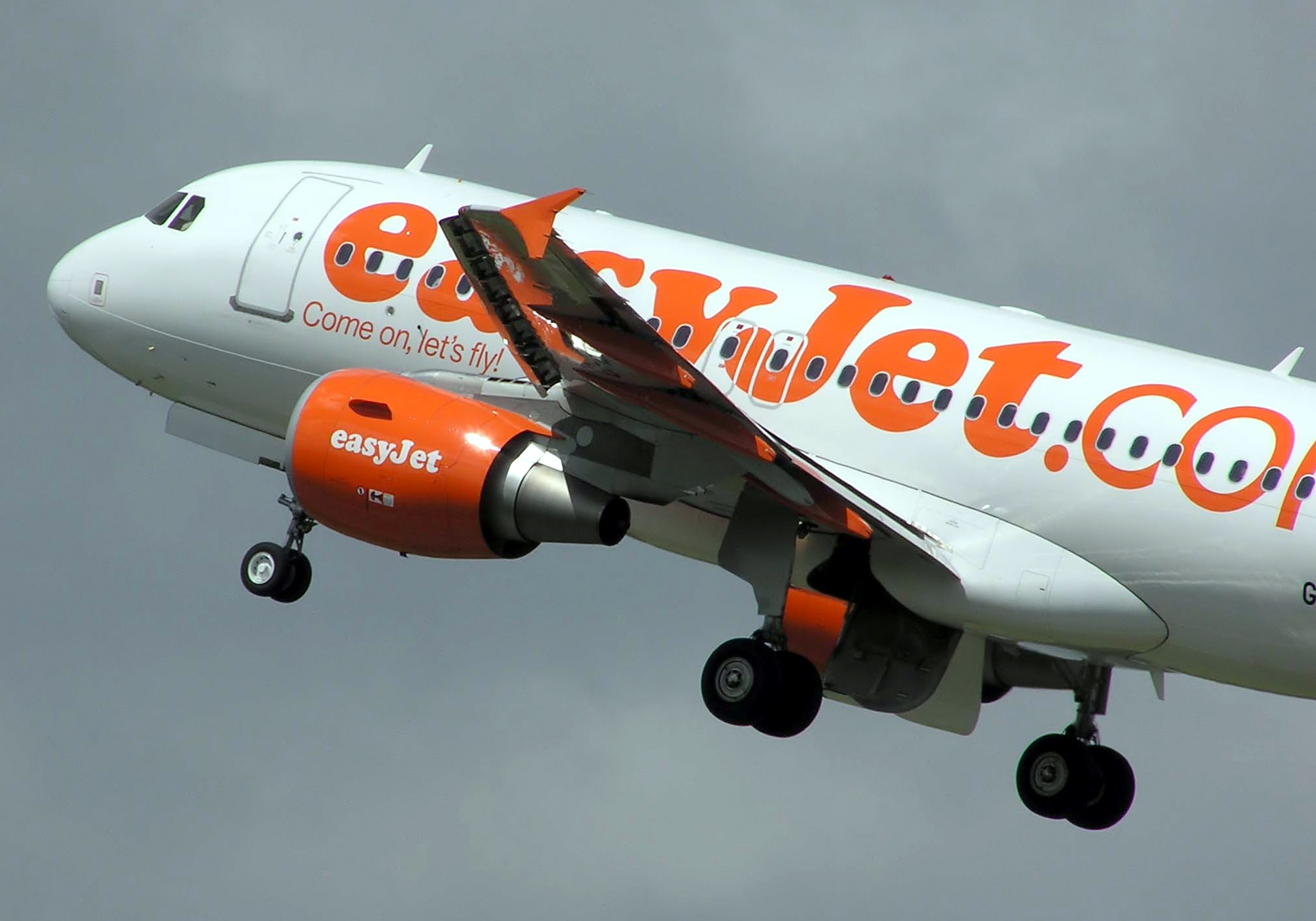
طائرة إيرباص إيه 319 تقلع.

الإقلاع هو مرحلة من مراحل الرحلة في الطائرة التي تمر من خلال الانتقال من التحرك على الأرض (المسير) لتطير في الهواء، وعادة ما تبدأ على المدرج. اما للبالونات وطائرات هليكوبتر وبعض الطائرات ثابتة الجناح المتخصصة (طائرات الفيتول مثل هارير جمب جت) ليس هناك حاجة إلى المدرج. عملية الإقلاع هي عكس عملية الهبوط.

## اعدادات الطاقة
للطائرات الخفيفة عادة ما يتم استخدام القوة الكاملة أثناء اقلاعها.اما طائرات النقل الكبيرة (تجارية) قد تستخدم قوة اقل للإقلاع، أقل من الحد الأقصى، من أجل زيادة راحة الركاب، وزيادة عمر المحرك أو تجنب حد السرعة القصوى .

## السرعة المطلوبة

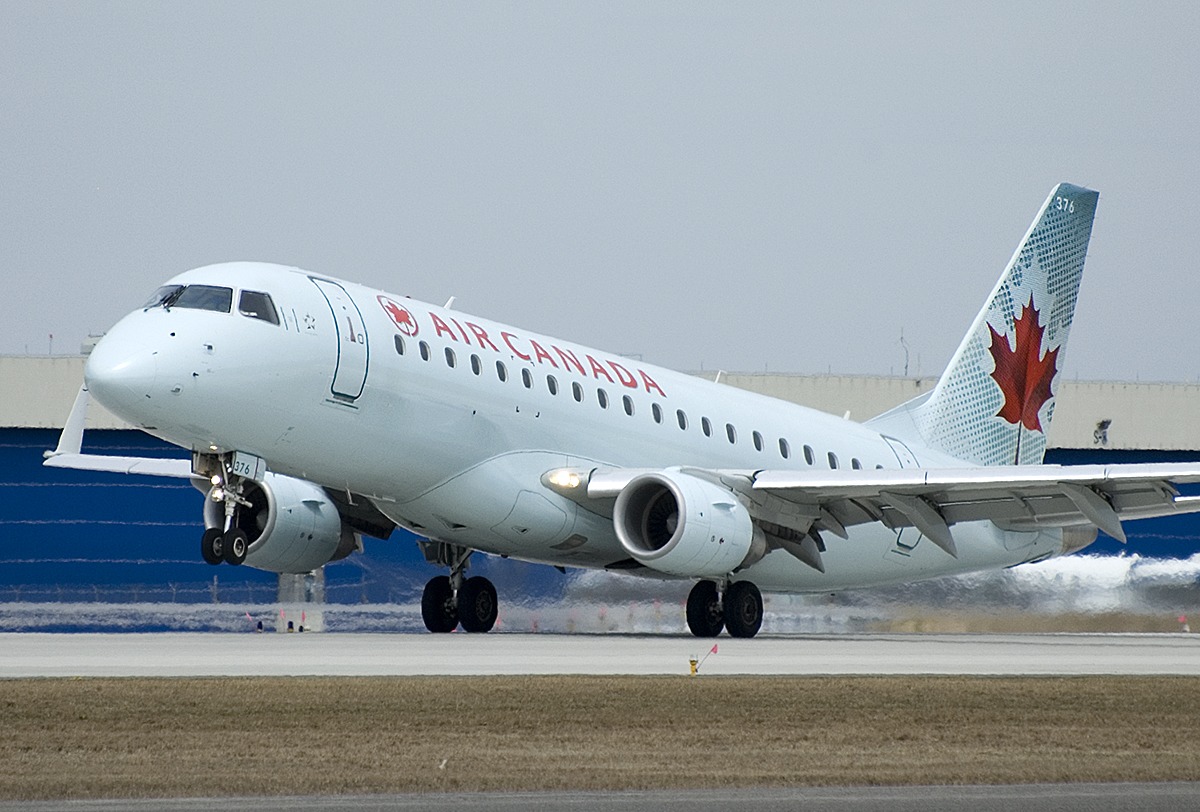
طائرة إمبراير اي-جت أثناء الإقلاع

انطلاق السرعة المطلوبة يختلف مع كثافة الهواء، والوزن الاجمالي للطائرات، و اعدادات الطائرات . كثافة الهواء تتأثر بعوامل مثل الميدان والارتفاع، ودرجة حرارة الهواء. هذه العلاقة بين درجة الحرارة والارتفاع، وكثافة الهواء يمكن التعبير عنها باعتبارها ارتفاع الكثافة، أو الارتفاع في الجو الدولي الموحد في كثافة الهواء والذي سيكون على قدم المساواة الفعلية للكثافة الهواء.

## الطائرات الشراعية
الطائرات الشراعية تستخدم العديد من الطرق لإقلاعها. أشهر الطرق هي إطلاق ونش أو الجر خلف طائرة خفيفة.